# Berglind Björg Thorvaldsdóttir
Berglind Björg Þorvaldsdóttir, i Sverige ofta skrivet Berglind Björg Thorvaldsdóttir eller Berglind Björg Thorvaldsdottir, född 18 januari 1992 på Västmannaöarna, Island, är en isländsk fotbollsspelare som spelar för SK Branns damlag. Hon har sedan 2010 spelat i Islands A-landslag.

## Klubbkarriär
Berglind inledde sin seniorkarriär i det isländska laget Breiðablik 2007 i den isländska ligan Úrvalsdeild kvenna. Under perioden 2012–2016 spelade hon både i den isländska ligan, och universitetsfotboll i Florida State University i USA. 2018 spelade hon i Hellas Verona i Italien, och gjorde 4 mål på 8 matcher. Hon återvände dock till Breidablik samma år och vann såväl det isländska mästerskapet, som skytteligan med 19 mål på 18 matcher, något hon även gjorde året efter.
Även i Uefa Women's Champions League 2019/2020 vann Berglind skytteligan med 10 mål, tillsammans med Vivianne Miedema och Emueje Ogbiagbevha.
I Úrvalsdeild kvenna har hon totalt gjort 137 mål på 190 matcher.
Under perioden 2019–2021 spelade Berglind i bland annat i PSV från Eindhoven i Nederländerna, AC Milan från Italien och Le Havre AC från Frankrike.
Den 17 augusti 2021 blev Berglind klar för Hammarby IF. Hon gjorde under hösten åtta matcher och ett mål, mot AIK på Tele2 Arena. Efter säsongen fick hon ett erbjudande från SK Brann, som hade vunnit Toppserien under namnet IL Sandviken, och det slutade med att Brann löste ut Berglind från Hammarby.

## Landslagskarriär
Berglind inledde landslagskarriären på seniornivå 2010 i en 0–1-förlust mot Frankrike. Hon har deltagit i slutspelet i EM 2017 och EM 2022. Totalt har hon gjort 39 mål på 101 matcher innan EM-slutspelet 2022, i landslaget, U16-, U17- och U19-landslaget sammantaget.

## Övrigt
Berglind är syster till Gunnar Heidar Thorvaldsson.